# Gold Coast Railroad Museum

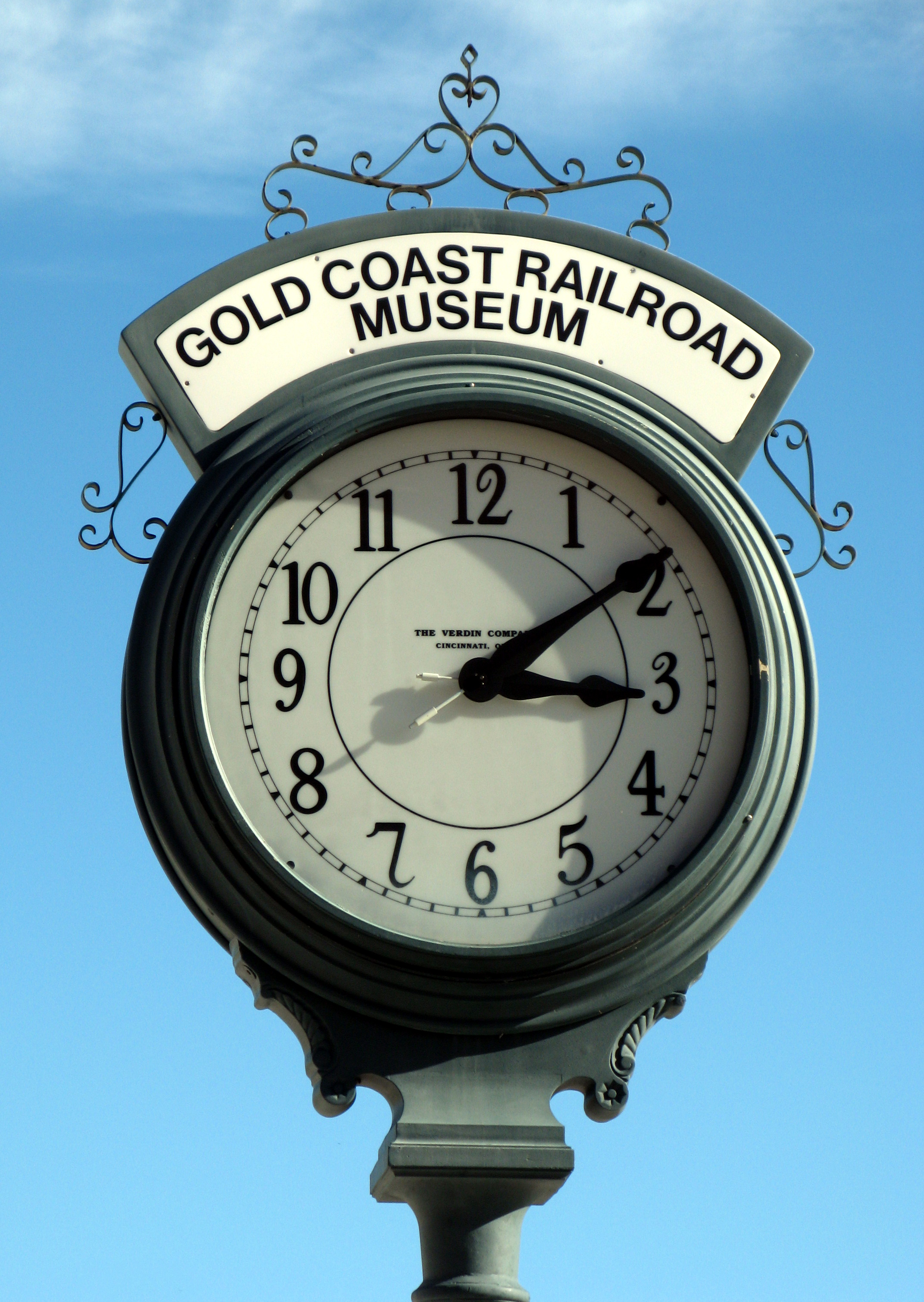

Das Gold Coast Railroad Museum ist ein Eisenbahnmuseum in Miami-Dade County, Florida, Vereinigte Staaten. Es wurde 1956 gegründet.

## Geschichte
Das Museum ist auf dem 850 Hektar großen Gelände der Naval Air Station Richmond (NASR), einer Luftschiff-Station aus dem Zweiten Weltkrieg, errichtet worden. Insgesamt befinden sich auf dem Areal 4,8 Kilometer stillgelegte Eisenbahnstrecken. Das Land wurde einige Jahre nach dem Krieg der University of Miami überlassen, die es nichtkommerziell nutzen durfte. Das Museum benötigte das Gelände für botanische Forschungen und als Aufnahmeort für heimgekehrte GIs. Der Betriebswirtschaftsstudent und Eisenbahnenthusiast William J. Gofrey durfte später die Eisenbahnstrecken nach dem Einverständnis des Universitätspräsidenten Dr. Jay F.W. Pearson für ein Eisenbahnmuseum übernehmen und gründete es im August 1956. Die Eisenbahnstrecken waren geeignet, um Dampflokomotiven zu betreiben. Somit konnte ein Museum für ausgemusterte Schienenfahrzeuge eingerichtet werden.

## Ausstellungsobjekte
Zu den bekanntesten Ausstellungsobjekte gehört der damals bekannteste Presidential Car Ferdinand Magellan Railcar, welcher im August 1929 für den amerikanischen Präsidenten eingerichtet wurde. Der letzte Präsident der diesen Wagen benutzte war Ronald Reagan.
Neben verschiedenen ausgemusterten Lokomotiven und Wagen besitzt das Museum eine Modelleisenbahnsammlung. Ebenso finden Fahrten mit Diesellokomotiven statt und es besteht die Möglichkeit einige Wagen als Partyräume zu mieten.

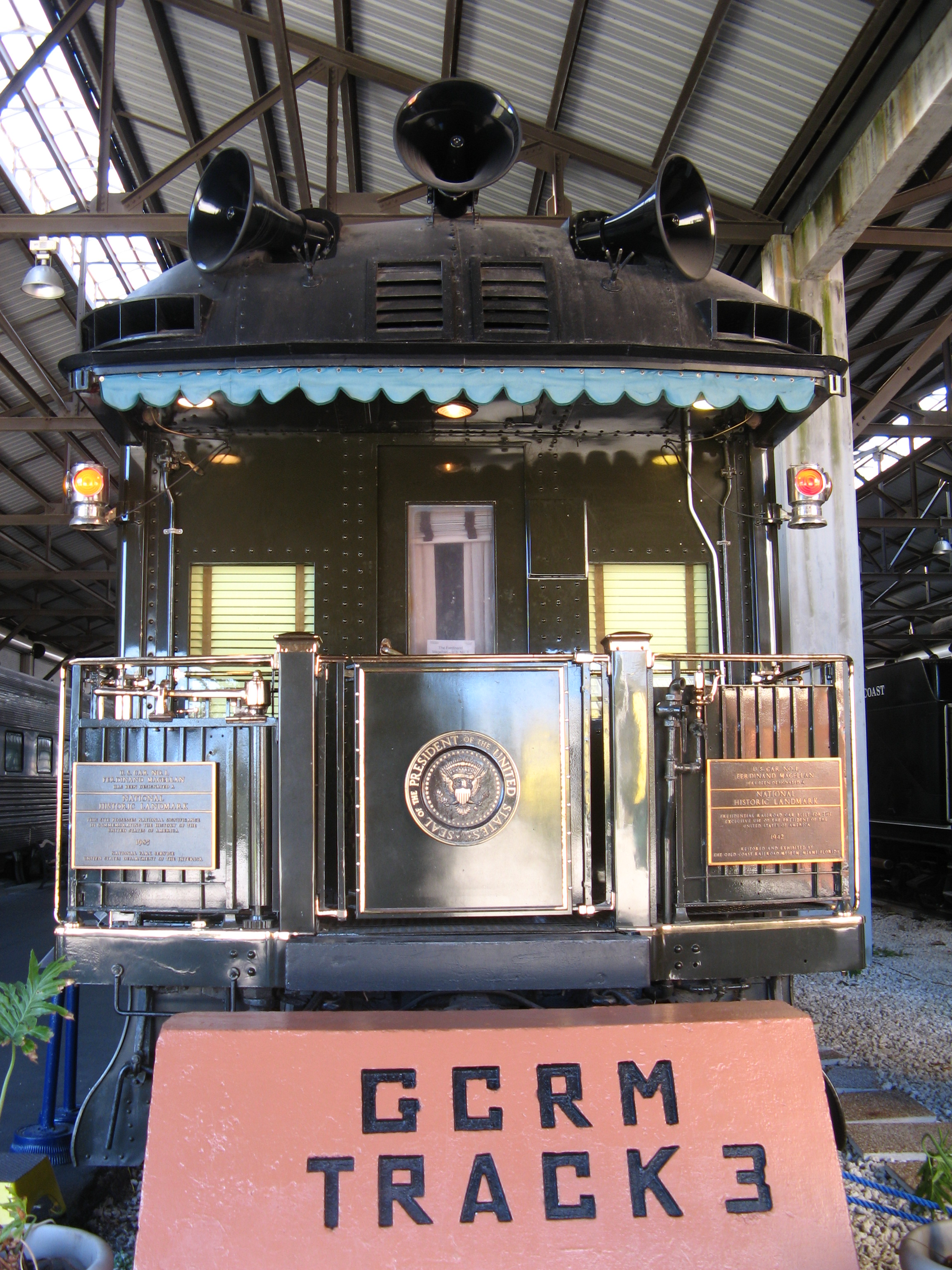
Der Presidential Car „Ferdinand Magellan U.S. Car No. 1“
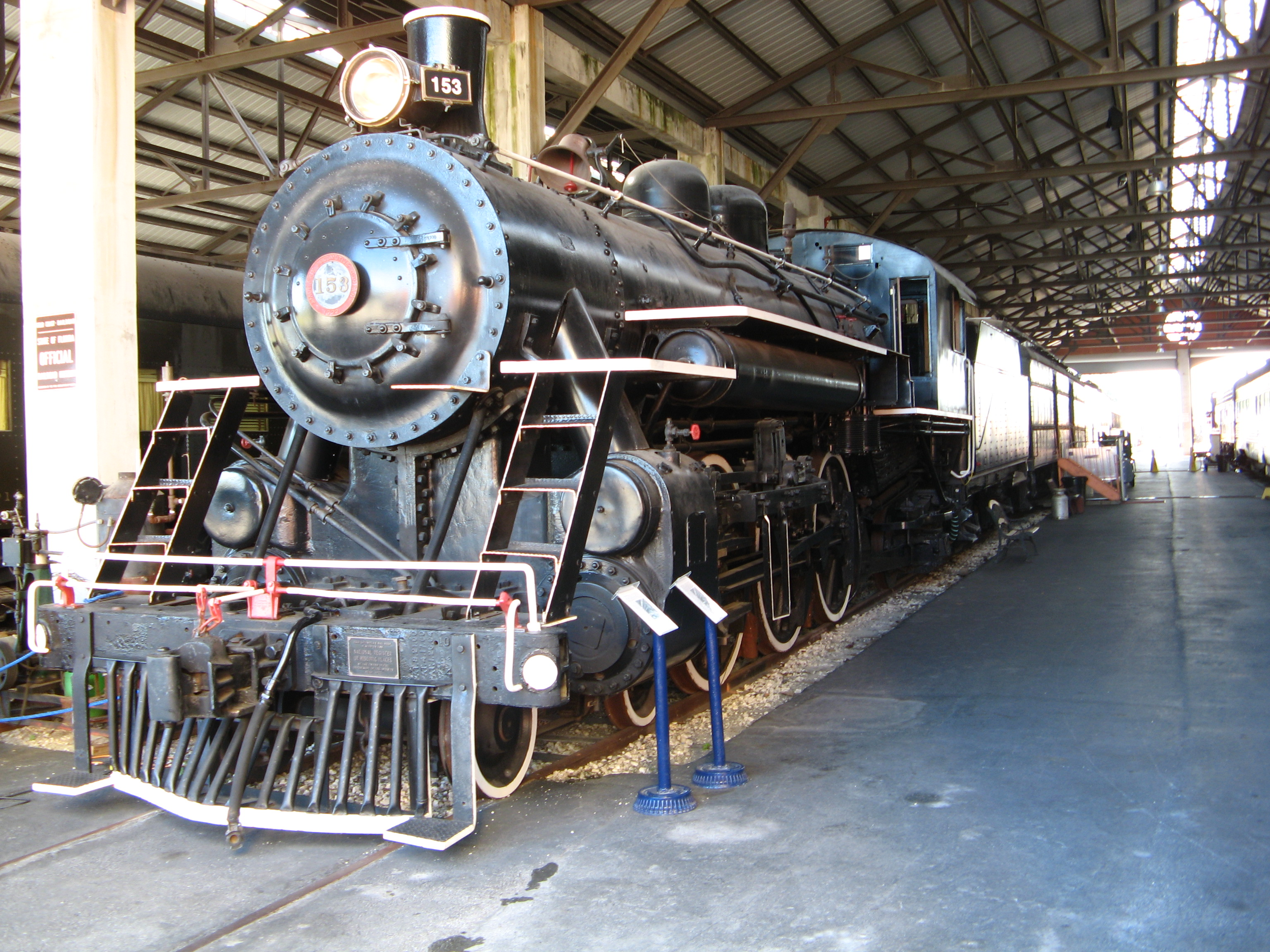
Dampflokomotive Florida East Coast Railway Nr. 153
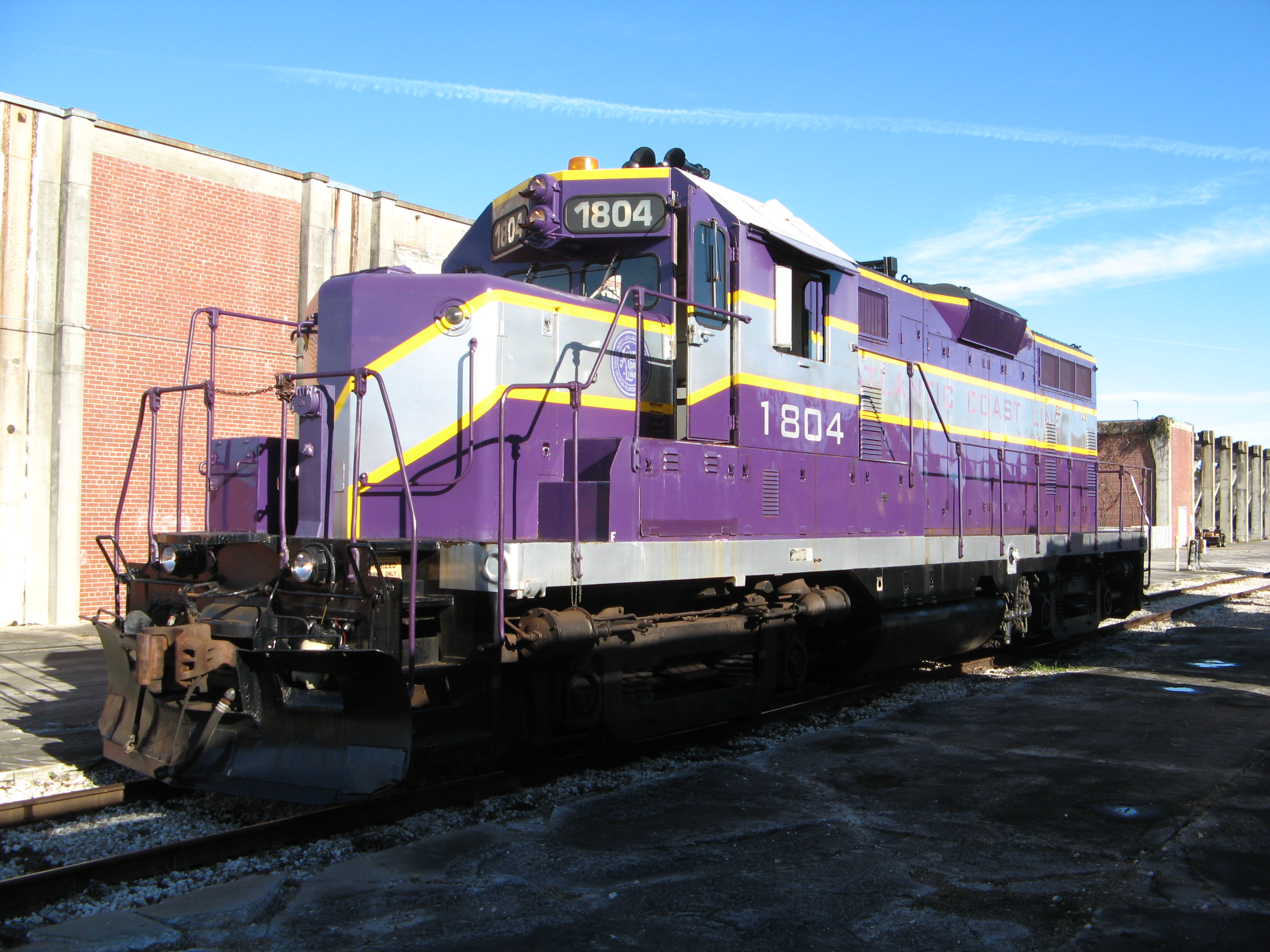
EMD GP 7m der Atlantic Coast Line Railroad Nr. 1804
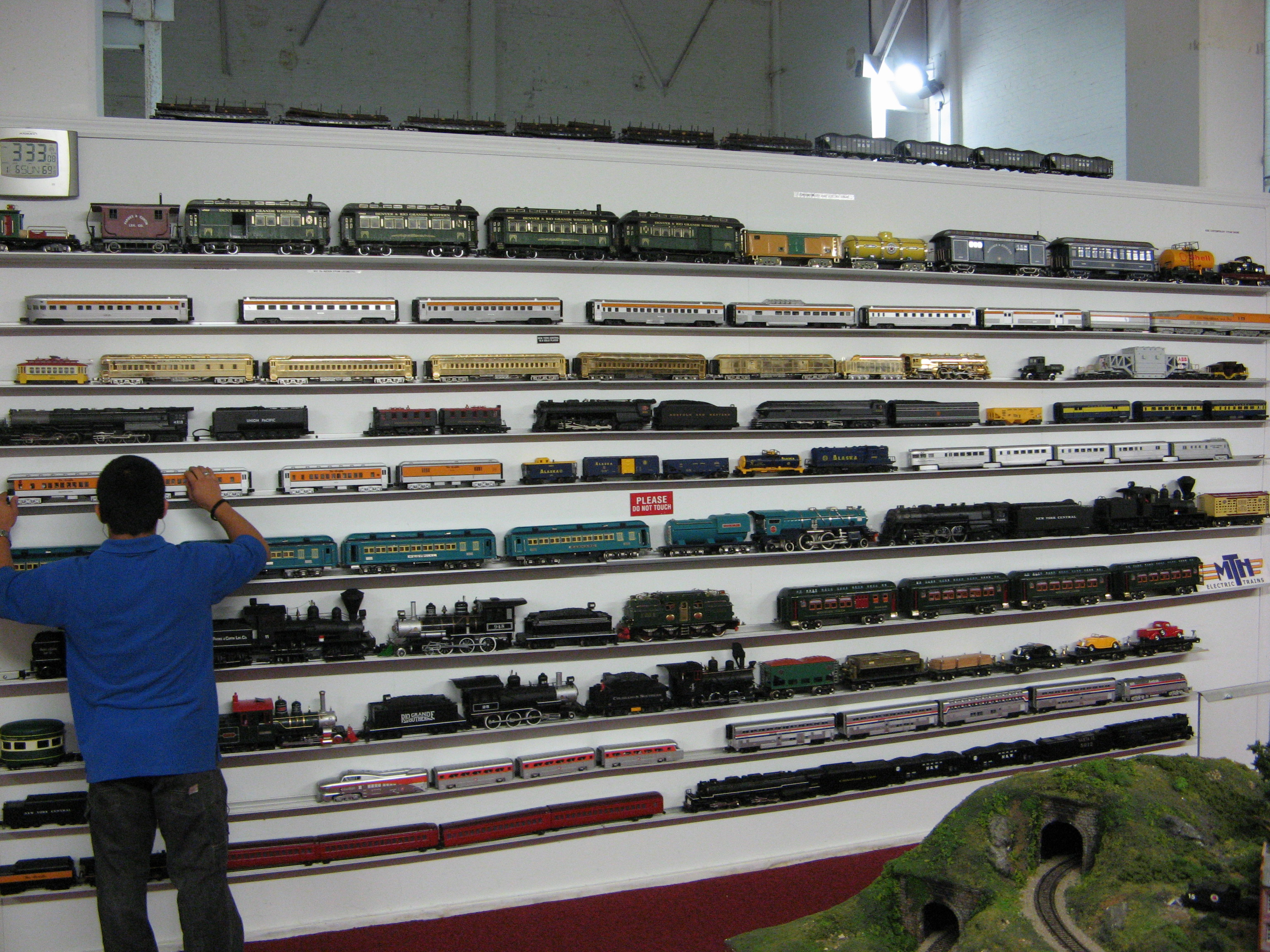
Sammlung von Modelleisenbahnen